# O-Hydroxyacetophenon
o-Hydroxyacetophenon (auch 2′-Hydroxyacetophenon) ist ein Keton und ein Derivat des Acetophenons.

## Vorkommen

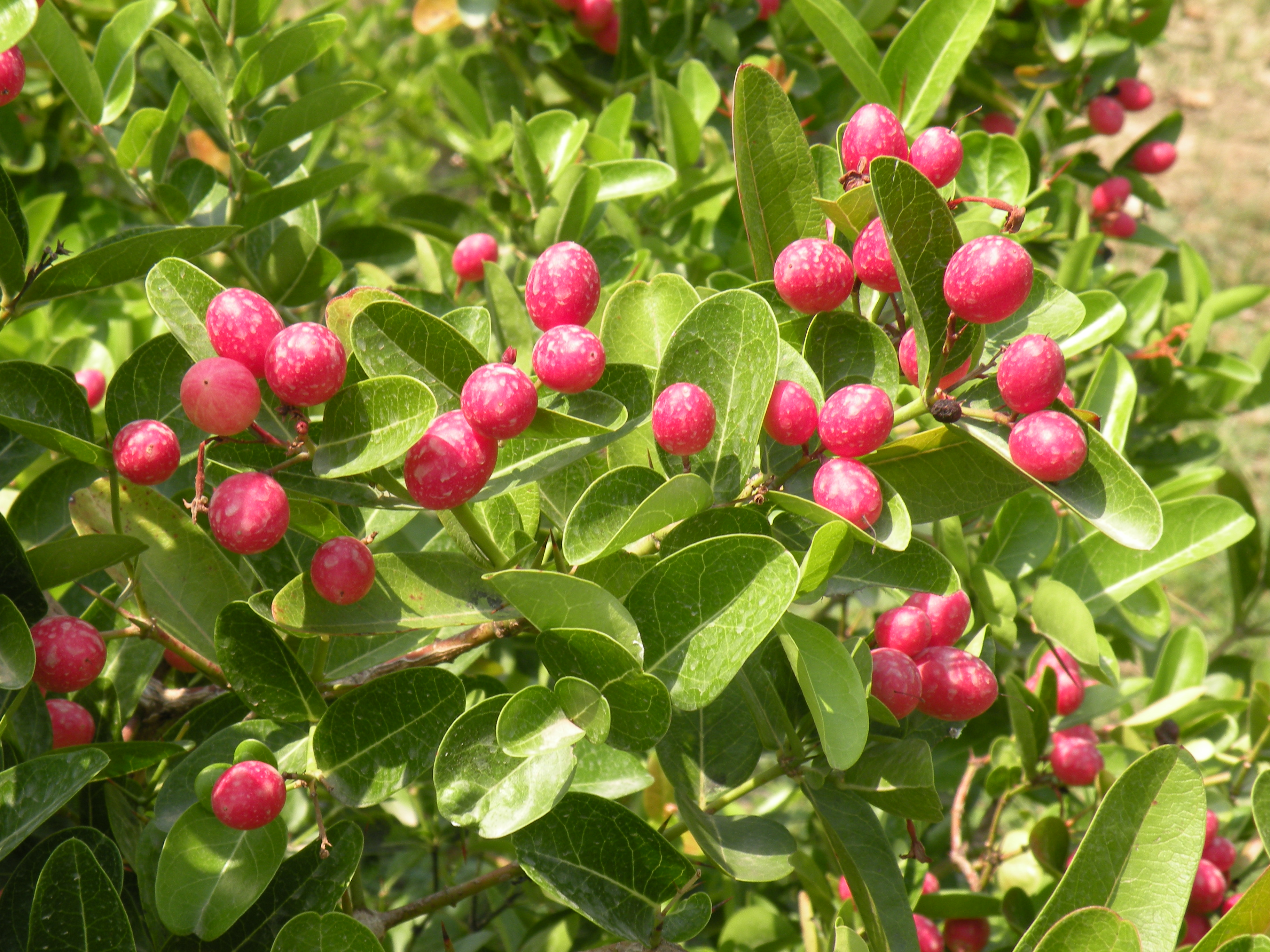
Karandapflaume, deren Wurzeln o-Hydroxyacetophenon enthalten

Das ätherische Öl aus den Wurzeln der Karandapflaume besteht überwiegend (zu über 80 %) aus o-Hydroxyacetophenon. Die Wurzeln werden auch als Räucherwerk verwendet, in dessen Rauch ebenfalls nennenswerte Mengen der Verbindung enthalten sind. Auch in anderen Arten der Gattung Carissa, wie Carissa lanceolata und Carissa opaca, kommt die Verbindung vor.

## Herstellung
o-Hydroxyacetophenon kann durch Acylierung von Phenol mit Essigsäure unter Katalyse mit einer Lewissäure hergestellt werden.

## Eigenschaften
Die Verbindung wirkt antibakteriell und fungizid.

## Verwendung
o-Hydroxyacetophenon wird als Aromastoff verwendet und ist in der EU unter der FL-Nummer 07.124 für Lebensmittel allgemein zugelassen.